# Њујорк ајландерси
Њујорк ајландерси (енгл. New York Islanders) су хокејашки клуб из Њујорка. Клуб утакмице као домаћин игра у УБС арени капацитета 17.250 места. Такмиче се у Националној хокејашкој лиги (НХЛ).
Клуб се такмичи у Атлантској дивизији Источне конференције. Боје клуба су плава, наранџаста и бела.

## Историја
Клуб је основан 1972. Највећи успехе су остварили у периоду 1980—1983. када су освојили четири Стенли купа. Aјландерси су 1980. у финалу победили Филаделфију флајерсе са 4:2 у победама. Следеће године освојена је друга титула, а у финалу су савладани Минесота норт старси. Трећи Стенли куп за редом освојен је победом над Ванкувер канаксима са 4:0. Четврту титулу за редом освојили победивши Едмонтон ојлерса такође са 4:0.
После тог периода нису имали значајнијих успеха. Шест пута су били победници Источне конференције, а шест пута су били први у Атлантској дивизији.

## Дворана
УБС арена је вишенаменска спортска дворана у Њујорку. Капацитет дворане за хокеј је 17.250 места.
Изградња дворане је почела 23. септембра 2019. године, а завршена је 20. новембра 2021. године.

## Трофеји
- Национална хокејашка лига (НХЛ):
  - Првак (4) : 1979/80, 1980/81, 1981/82, 1982/83.
- Источна конференција:
  - Првак (6) : 1978/79, 1979/80, 1980/81, 1981/82, 1982/83, 1983/84.
- Атлантска дивизија:
  - Првак (6) : 1977/78, 1978/79, 1980/81, 1981/82, 1983/84, 1987/88.

## Повучени бројеви играча
| Број | Име           | Датум повлачења  |
| 5    | Денис Потвин  | 1. фебруар 1992  |
| 9    | Кларк Гилис   | 7. децембар 1996 |
| 19   | Брајан Тротје | 20. октобар 2001 |
| 22   | Мајк Боси     | 3. март 1992     |
| 23   | Боб Нистром   | 1. април 1995    |
| 31   | Били Смит     | 20. фебруар 1993 |